# Dong'an, Mudanjiang
Dong'an är ett stadsdistrikt i Mudanjiangs stad på prefekturnivå i Heilongjiang-provinsen i nordöstra Kina. Det ligger omkring 290 kilometer sydost om provinshuvudstaden Harbin.